# Oyeu
Oyeu [ɔjø] est une commune française située dans le département de l'Isère, en région Auvergne-Rhône-Alpes.
Ses habitants s'appellent les Oyentins.

## Géographie

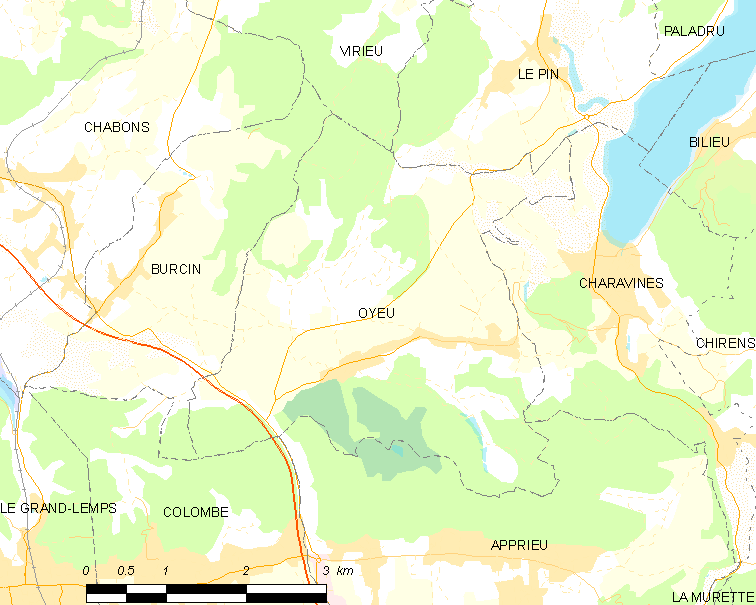
Plan de la commune et des communes limitrophes

### Situation et description
La commune est située dans le sud-est de la France, en région Auvergne-Rhône-Alpes, dans la partie septentrionale du département de l'Isère et plus précisément, au nord de la ville de Voiron, dans le canton du Grand-Lemps.
La commune appartient historiquement à l'ancienne province du Dauphiné et plus particulièrement à la région naturelle des Terres froides.
Le village et ses hameaux, à l'aspect encore très rural, et entouré de terres agricoles, sont situés à l'écart des grandes routes. Celui-ci est positionné sur un plateau d'environ 600 mètres d'altitude dominant le lac de Paladru et il est entouré de collines très boisées qui culminent à presque 800 mètres.

### Communes limitrophes
| Val-de-Virieu (depuis le 01/01/2019) | Villages du Lac de Paladru (depuis le 01/01/2017) |            |
| Burcin                               | Oyeu                                              | Charavines |
| Colombe                              | Apprieu                                           |            |

### Hydrographie
Le territoire de la commune n'héberge aucun cours d'eau notable, la trouée de Colombe étant une vallée sèche considérée comme étant d'origine glaciaire.
Il existe un ensemble de plans d'eau, situés au sud du bourg, au pied du mont Levatel et dénommés étangs de Thivoley.

### Climat
Pour des articles plus généraux, voir Climat d'Auvergne-Rhône-Alpes et Climat de l'Isère.
En 2010, le climat de la commune est de type climat de montagne, selon une étude du Centre national de la recherche scientifique s'appuyant sur une série de données couvrant la période 1971-2000. En 2020, Météo-France publie une typologie des climats de la France métropolitaine dans laquelle la commune est exposée à un climat de montagne ou de marges de montagne et est dans la région climatique Alpes du nord, caractérisée par une pluviométrie annuelle de 1 200 à 1 500 mm, irrégulièrement répartie en été.
Pour la période 1971-2000, la température annuelle moyenne est de 10,1 °C, avec une amplitude thermique annuelle de 17,3 °C. Le cumul annuel moyen de précipitations est de 1 261 mm, avec 10,4 jours de précipitations en janvier et 7,4 jours en juillet. Pour la période 1991-2020, la température moyenne annuelle observée sur la station météorologique de Météo-France la plus proche, « Coublevie », sur la commune de Coublevie à 13 km à vol d'oiseau, est de 13,0 °C et le cumul annuel moyen de précipitations est de 1 121,0 mm,. Pour l'avenir, les paramètres climatiques de la commune estimés pour 2050 selon différents scénarios d'émission de gaz à effet de serre sont consultables sur un site dédié publié par Météo-France en novembre 2022.

## Urbanisme

### Typologie
Au 1er janvier 2024, Oyeu est catégorisée commune rurale à habitat dispersé, selon la nouvelle grille communale de densité à sept niveaux définie par l'Insee en 2022.
Elle est située hors unité urbaine. Par ailleurs la commune fait partie de l'aire d'attraction de Grenoble, dont elle est une commune de la couronne,. Cette aire, qui regroupe 204 communes, est catégorisée dans les aires de 700 000 habitants ou plus (hors Paris),.

### Occupation des sols
L'occupation des sols de la commune, telle qu'elle ressort de la base de données européenne d’occupation biophysique des sols Corine Land Cover (CLC), est marquée par l'importance des territoires agricoles (58,7 % en 2018), une proportion sensiblement équivalente à celle de 1990 (59,1 %). La répartition détaillée en 2018 est la suivante : 
forêts (37,6 %), terres arables (32,7 %), zones agricoles hétérogènes (16,3 %), prairies (9,7 %), zones urbanisées (3,7 %). L'évolution de l’occupation des sols de la commune et de ses infrastructures peut être observée sur les différentes représentations cartographiques du territoire : la carte de Cassini (XVIIIe siècle), la carte d'état-major (1820-1866) et les cartes ou photos aériennes de l'IGN pour la période actuelle (1950 à aujourd'hui).

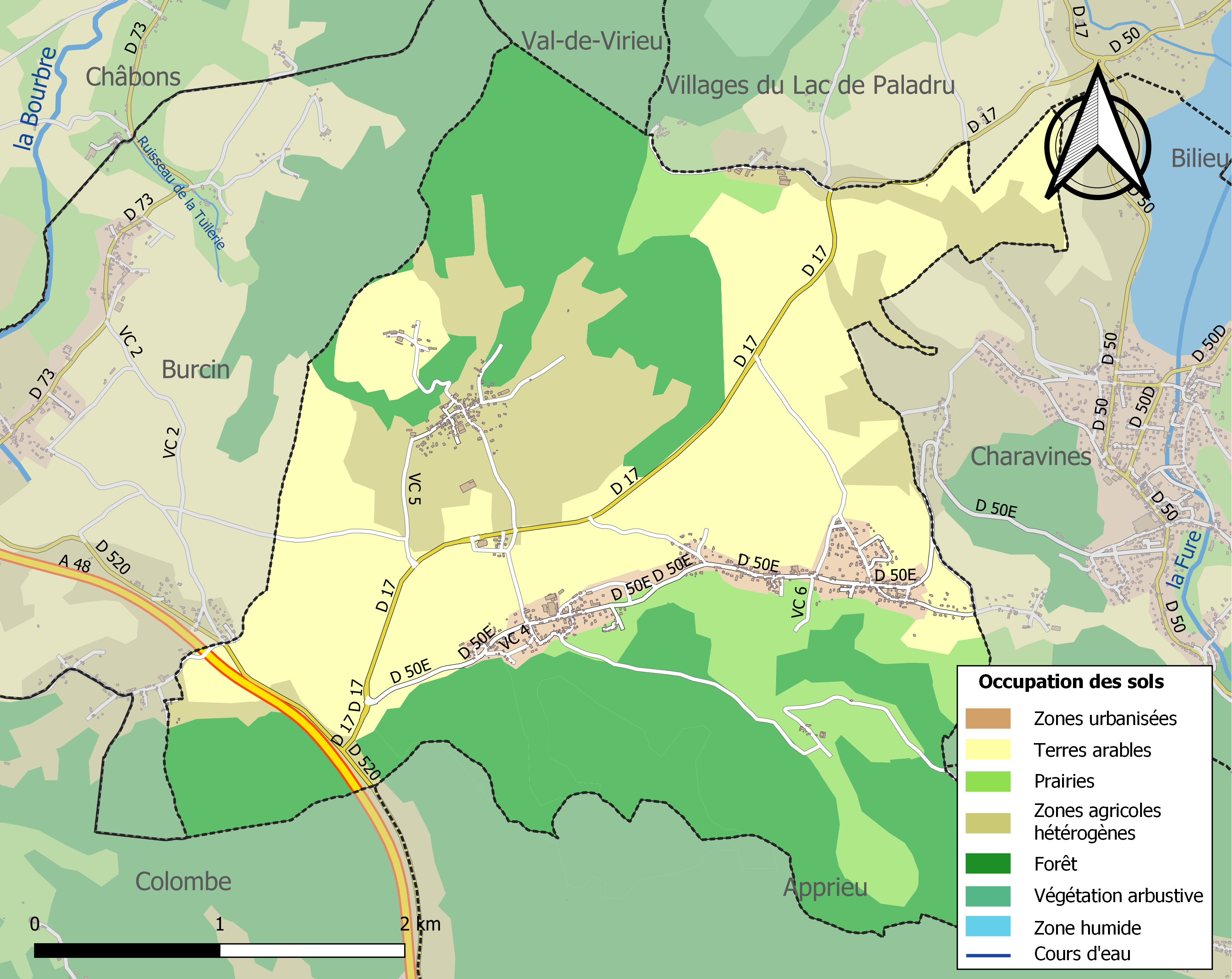
Carte des infrastructures et de l'occupation des sols de la commune en 2018 (CLC).

### Hameaux, lieux-dits et écarts
Voici, ci-dessous, la liste la plus complète possible des divers hameaux, quartiers et lieux-dits résidentiels urbains comme ruraux qui composent le territoire de la commune d'Oyeu, présentés selon les références toponymiques fournies par le site géoportail de l'Institut géographique national.
| - la Courrerie (avec l'ancienne commune du Pin) - les Montenvers - le Champ des vaches - Mont Saint-Marc - le Charey - Croix du Moine Mort - Croix de Haute Blaume - Ferme de Haute-Blaune | - Bois du Coquillat - Blaune - Mollard Bottier - le Charey - Le Verney - Mollard de l'Epinay - le Riondet - les Micouds | - la Valfroide - Bois de Châtenay - Mont Levatel - Le Thivoley (étangs) - la Pilatière - le Goulet - le Pont - le Calot |

### Habitat et logement
En 2018, le nombre total de logements dans la commune était de 425, alors qu'il était de 387 en 2013 et de 352 en 2008.
Parmi ces logements, 91,1 % étaient des résidences principales, 3,1 % des résidences secondaires et 5,8 % des logements vacants. Ces logements étaient pour 94,2 % d'entre eux des maisons individuelles et pour 5,3 % des appartements.
Le tableau ci-dessous présente la typologie des logements à Oyeu en 2018 en comparaison avec celle de l'Isère et de la France entière. Une caractéristique marquante du parc de logements est ainsi une proportion de résidences secondaires et logements occasionnels (3,1 %) inférieure à celle du département (8,3 %) et à celle de la France entière (9,7 %). Concernant le statut d'occupation de ces logements, 84,4 % des habitants de la commune sont propriétaires de leur logement (85,2 % en 2013), contre 61,1 % pour l'Isère et 57,5 % pour la France entière.
| Typologie                                               | Oyeu | Isère | France entière |
| ------------------------------------------------------- | ---- | ----- | -------------- |
| Résidences principales (en %)                           | 91,1 | 84    | 82,1           |
| Résidences secondaires et logements occasionnels (en %) | 3,1  | 8,3   | 9,7            |
| Logements vacants (en %)                                | 5,8  | 7,7   | 8,2            |

### Voies de communication et transports

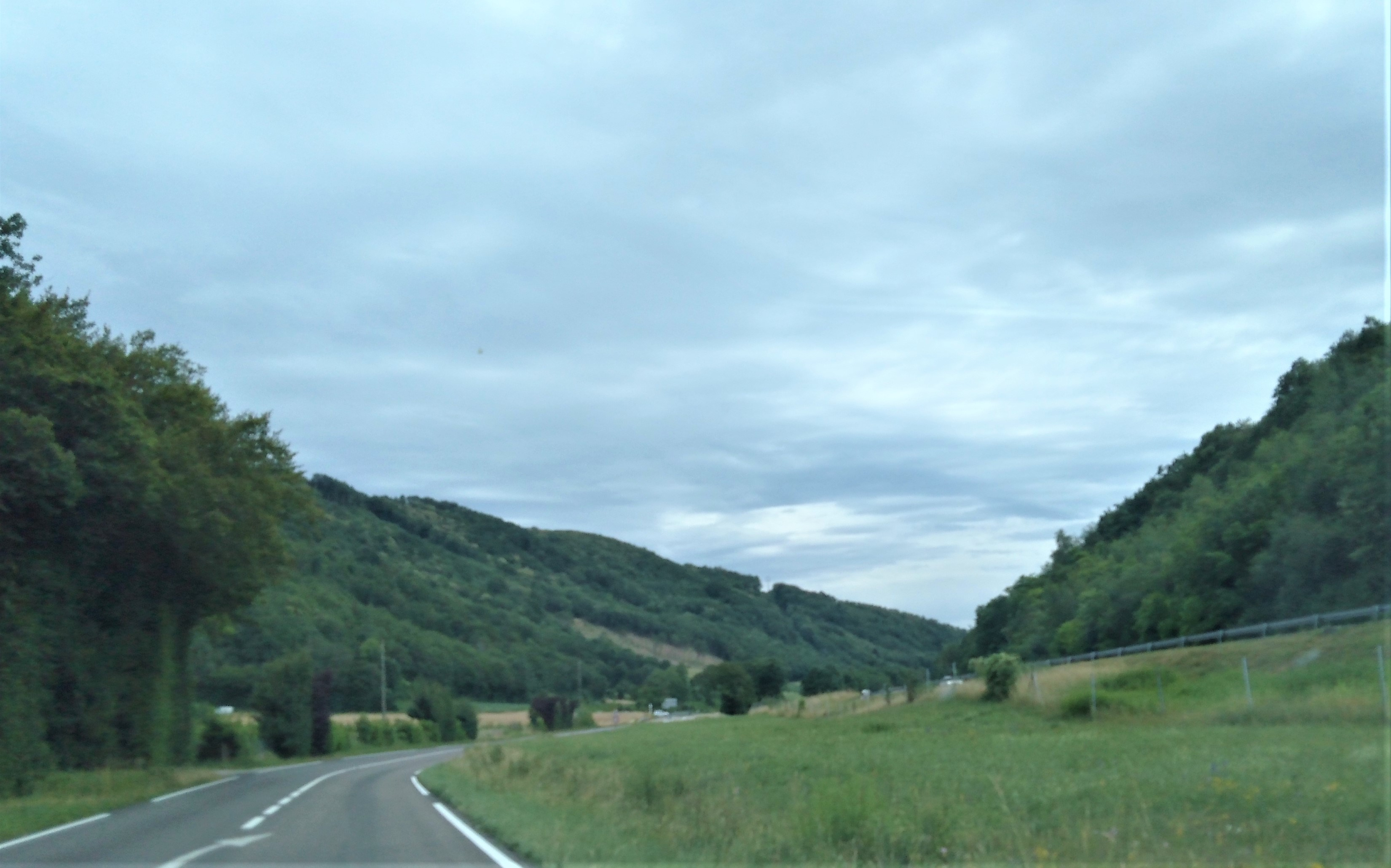
La RD 520 dans la trouée de Colombe sur le territoire d'Oyeu.

#### Voies routières
L'autoroute A48  qui relie l'agglomération Lyonnaise à celle de Grenoble traverse une partie du territoire communal au niveau du secteur de la Valfroide et de la trouée de Colombe, situé à l'ouest du bourg.
Cette voie autoroutière est longée par la RD520 qui correspond à l'ancien tracé de la RN520 qui autrefois reliait la ville de Bourgoin-Jallieu par Les Éparres à la commune des Échelles en Savoie. Cette route a été déclassée en route départementale lors de la réforme de 1972.
Le territoire communal est également traversé par deux routes départementales d'importance secondaire mais qui desservent directement le bourg et ses hameaux :
- la route départementale RD17 qui relie le village du Pin (commune des Villages du Lac de Paladru) au niveau du carrefour de Bourgealière ;
- la route départementale RD50e qui relie la commune de Charavines à la RD17 après avoir traversé le hameau du Verney et bourg d'Oyeu.

#### Sentiers pédestres
Le Chemin de Compostelle partant de la ville de Genève en Suisse recueille les pèlerins suisses et allemands se rendant à la ville espagnole et aboutit à la via Podiensis tout en se confondant, dans son parcours français avec le chemin de grande randonnée GR65.
Le sentier suit le chemin des crêtes des collines qui dominent le lac de Paladru, longe l'enceinte de l'ancienne chartreuse de la Sylve-Bénite avant de pénétrer dans le territoire d'Oyeu par le bois du Coquillard, le hameau de Blaune, situé au nord nord du bourg avant de se diriger vers les hauteurs de Colombe et de rejoindre le territoire du Grand-Lemps.
|  | Parcours Chemin de Saint-Jacques-de-Compostelle / via Gebennensis + via Podiensis • Genève (Suisse) • Les Abrets - Oyeu - Le Grand-Lemps (Isère) • Le Puy-en-Velay (Haute-Loire) • Nasbinals (Lozère) • Conques (Aveyron) • Figeac (Lot) • Moissac (Tarn-et-Garonne) • Aire-sur-l'Adour (Landes) • Col de Roncevaux (Espagne) |

#### Transports
La gare ferroviaire la plus proche est la gare du Grand-Lemps, desservie par les trains TER Auvergne-Rhône-Alpes de la relation de Saint-André-le-Gaz à Grenoble (ou Grenoble-Universités-Gières.

### Risques naturels et technologiques

#### Risques sismiques
L'ensemble du territoire de la commune d'Oyeu est situé en zone de sismicité n°3 (sur une échelle de 1 à 5), comme la plupart des communes de son secteur géographique.
| Type de zone | Niveau            | Définitions (bâtiment à risque normal) |
| ------------ | ----------------- | -------------------------------------- |
| Zone 3       | Sismicité modérée | accélération = 1,1 m/s2                |

## Toponymie

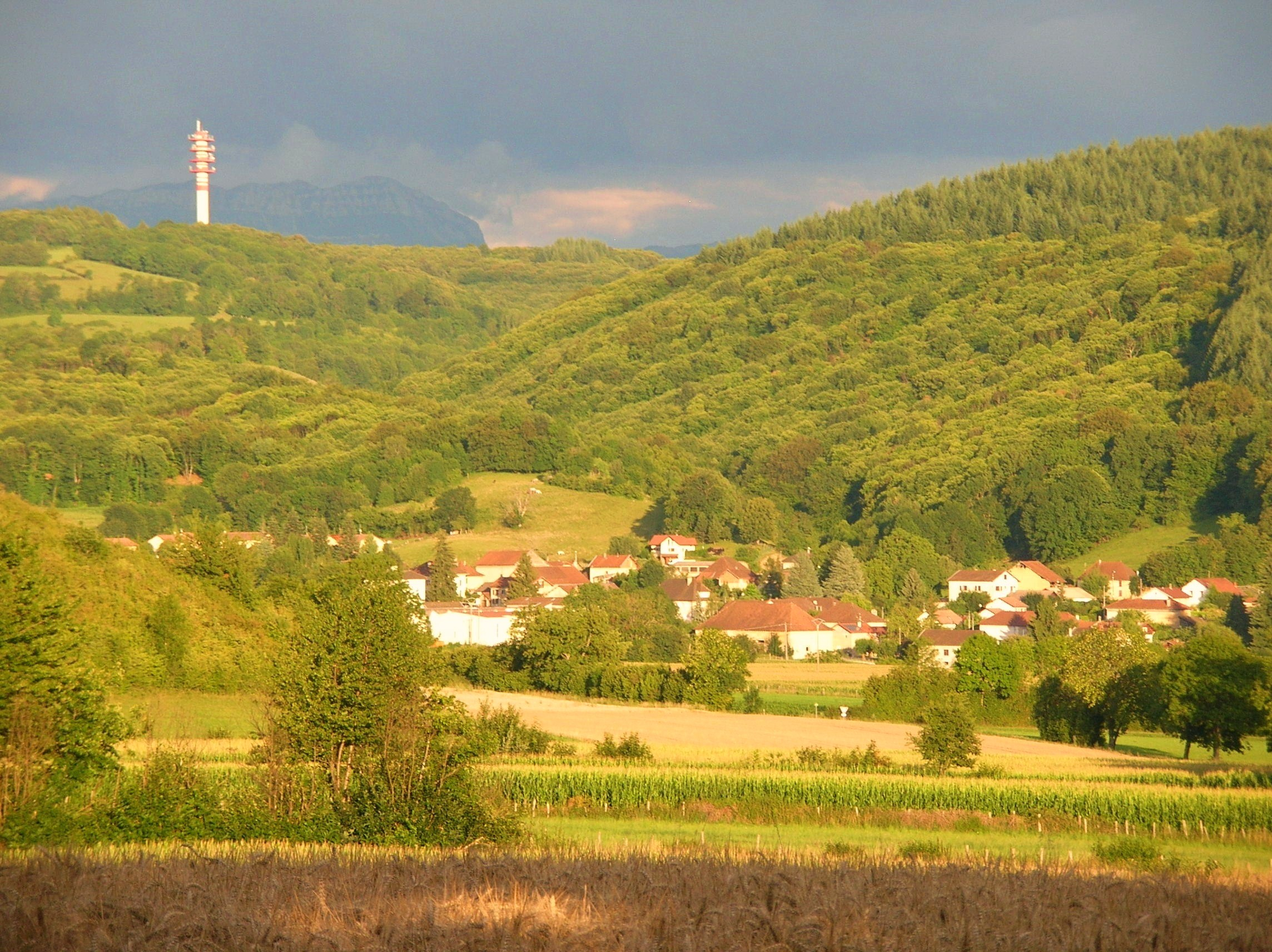
Le bourg d'Oyeu et la tour hertzienne

La paroisse portait le nom d'Audictus au XIe siècle.
Selon André Planck, auteur du livre L'origine du nom des communes du département de l'Isère, le nom du village d'Oyeu est lié à la présence d'un ancien prieuré durant la période médiévale. Ce couvent de bénédictins abritait une école dénommée « auditorium », mot latin qui signifie « lieu ou l'on écoute ».

## Histoire

### Préhistoire et Antiquité
Au début de l'Antiquité, le territoire des Allobroges s'étendait sur la plus grande partie des pays qui seront nommés plus tard la Sapaudia (ce « pays des sapins » deviendra la Savoie) et la partie septentrionale de l'Isère dénommé Bas-Dauphiné.
Les Allobroges, comme bien d'autres peuples gaulois, sont une « confédération ». En fait, les Romains donnèrent, par commodité le nom d'Allobroges à l'ensemble des peuples gaulois vivant dans la civitate (cité) de Vienne, à l'ouest et au sud de la Sapaudia.

## Politique et administration

### Rattachements administratifs et électoraux

#### Rattachements administratifs
La commune se trouve dans l'arrondissement de la Tour-du-Pin du département de l'Isère.
Elle faisait partie depuis 1803 du canton de Virieu. Dans le cadre du redécoupage cantonal de 2014 en France, cette circonscription administrative territoriale a disparu, et le canton n'est plus qu'une circonscription électorale.

#### Rattachements électoraux
Pour les élections départementales, la commune fait partie depuis 2014 du canton du Grand-Lemps
Pour l'élection des députés, elle fait partie de la septième circonscription de l'Isère.

### Intercommunalité
Oyeu est membre de la communauté de communes de Bièvre Est, un établissement public de coopération intercommunale (EPCI) à fiscalité propre créé en 2002 et auquel la commune a transféré un certain nombre de ses compétences, dans les conditions déterminées par le code général des collectivités territoriales.

### Liste des maires
| Période                                  | Période                        | Identité          | Étiquette | Qualité                   |
| ---------------------------------------- | ------------------------------ | ----------------- | --------- | ------------------------- |
| Les données manquantes sont à compléter. |                                |                   |           |                           |
|                                          |                                | Christian Pilat   |           |                           |
| mars 2001                                | mars 2008                      | Gérard Barbier    |           |                           |
| mars 2008                                | 2022                           | Jean-Noël Piotin  | SE        | Retraité Mort en fonction |
| octobre 2022                             | En cours (au 16 décembre 2022) | Christophe Benoit |           | Artisan                   |

## Équipements et services publics

### Enseignement
La commune est rattachée à l'académie de Grenoble (Zone A).

### Équipement culturel et sportif
La commune gère une salle des fêtes et un gymnase, à l'origine géré par le SIVU du Fayard qui associe les communes de Burcin et d'Oyeu.

## Population et société

### Démographie
L'évolution du nombre d'habitants est connue à travers les recensements de la population effectués dans la commune depuis 1793. Pour les communes de moins de 10 000 habitants, une enquête de recensement portant sur toute la population est réalisée tous les cinq ans, les populations de référence des années intermédiaires étant quant à elles estimées par interpolation ou extrapolation. Pour la commune, le premier recensement exhaustif entrant dans le cadre du nouveau dispositif a été réalisé en 2007.

En 2022, la commune comptait 1 092 habitants, en évolution de +11,31 % par rapport à 2016 (Isère : +3,07 %, France hors Mayotte : +2,11 %).
| 1793 | 1800 | 1806 | 1821 | 1831  | 1836  | 1841 | 1846  | 1851 |
| ---- | ---- | ---- | ---- | ----- | ----- | ---- | ----- | ---- |
| 807  | 800  | 863  | 989  | 1 003 | 1 040 | 990  | 1 014 | 989  |

| 1856 | 1861 | 1866 | 1872 | 1876 | 1881 | 1886 | 1891 | 1896 |
| ---- | ---- | ---- | ---- | ---- | ---- | ---- | ---- | ---- |
| 891  | 858  | 806  | 801  | 832  | 801  | 719  | 703  | 686  |

| 1901 | 1906 | 1911 | 1921 | 1926 | 1931 | 1936 | 1946 | 1954 |
| ---- | ---- | ---- | ---- | ---- | ---- | ---- | ---- | ---- |
| 645  | 658  | 642  | 573  | 551  | 543  | 494  | 467  | 479  |

| 1962 | 1968 | 1975 | 1982 | 1990 | 1999 | 2006 | 2007 | 2012 |
| ---- | ---- | ---- | ---- | ---- | ---- | ---- | ---- | ---- |
| 500  | 532  | 553  | 556  | 643  | 754  | 870  | 887  | 915  |

| 2017  | 2022  | - | - | - | - | - | - | - |
| ----- | ----- | - | - | - | - | - | - | - |
| 1 006 | 1 092 | - | - | - | - | - | - | - |

### Médias
La commune est située sur l'aire de diffusion de radio Ici Isère, une radio publique qui émet sur tout le territoire du département de l'Isère.

## Économie

### Activités économiques
La commune compte sur son territoire, le terrain de camping de Montchardon qui propose vingt emplacements pour les touristes et deux places de mobil-home. Ce lieu est adapté aux personnes à mobilité réduite.

## Culture locale et patrimoine

### Lieux et monuments

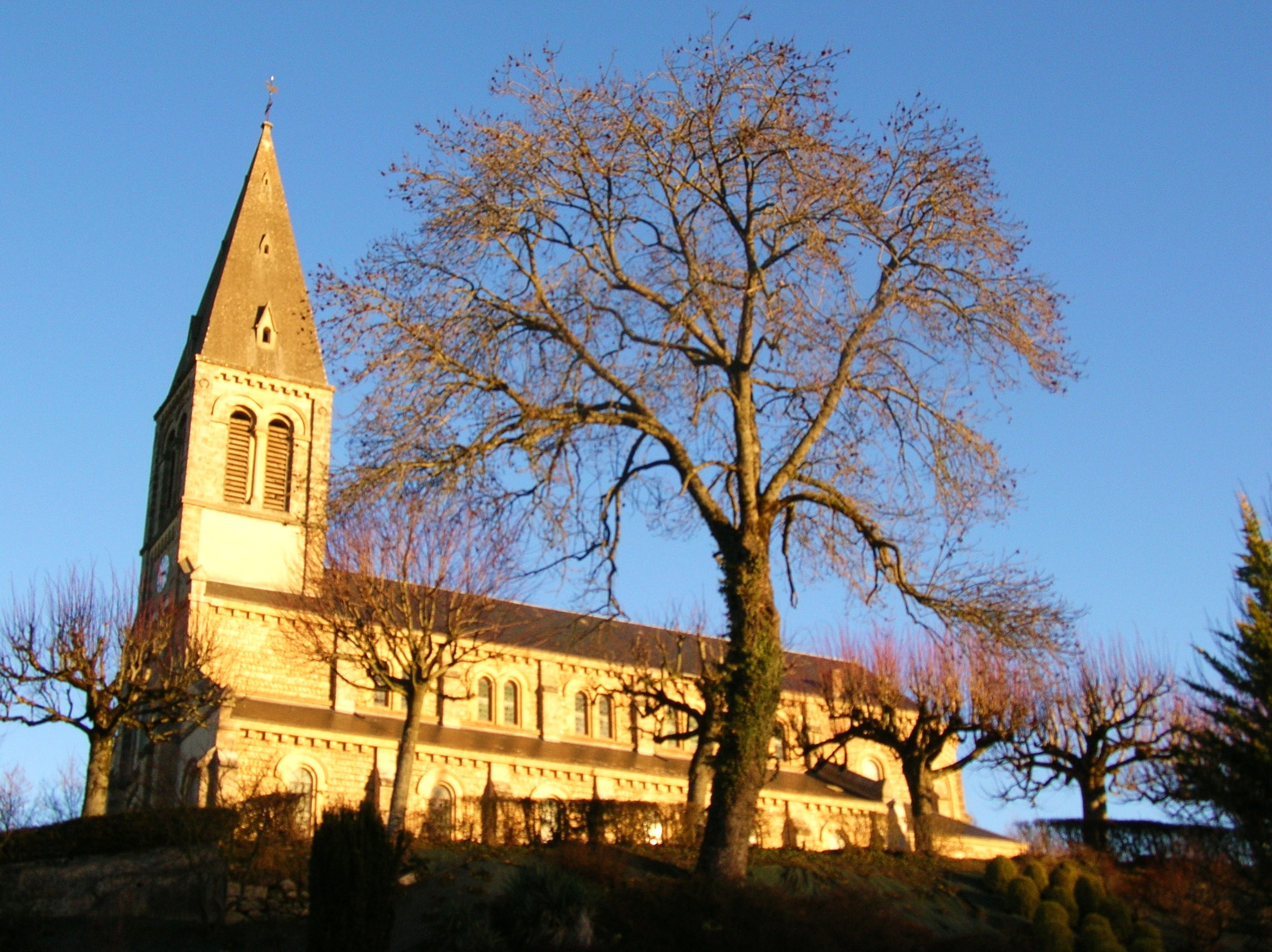
L'église Saint Pierre et Saint Paul.

- L'église : 
Vers 1279, Oyeu est né autour d'un prieuré qui dépendait de l'abbaye de Cluny. L'église actuelle est construite sur le fondement de ce prieuré.
Comme Cluny, elle porte le vocable de Saint-Pierre et Saint-Paul, rappelés par leur statue peinte au fond de l'église et par deux vitraux à leur effigie dans le chœur.
- Le calvaire du Molard Rond : 
Situé à proximité du hameau de Blaune (Carte IGN SCAN25), ce monticule de terre modelé en demi-cône, surmonté de trois croix s'élève de quelques dizaines de mètres. Ce calvaire fait penser aux sépultures des chefs gallo-romains ou mérovingiens : la légende dit que Clodomir, un fils de Clovis Ier roi des Francs, tué à la bataille de Vézeronce contre les Burgondes, aurait été inhumé en ces lieux.
Au XVIIe siècle, les habitants d'Oyeu, accablés de redevances par le prieur de la Croix de Chevrières, décidèrent de ne plus assister aux offices de la chapelle de Milin et firent construire leur propre chapelle au sommet du monticule. Le prieuré leur intenta un procès et, en 1693, les autorités firent démolir la chapelle. Les Oyentins plantèrent alors trois croix à son emplacement. Il se trouve aussi sur une partie du chemin du pèlerinage de Saint-Jacques-de-Compostelle, la via Gebennensis.

### Patrimoine naturel
Les étangs du Thivoley : 
Retiré à 2 km du bourg central d'Oyeu, le hameau du Thivoley abrite un chapelet de six étangs. Ce paysage remarquable n'est pas le résultat d'affouillements récents : sur des cartes anciennes, on repère ces pièces d'eau en enfilade qui caractérisent le hameau.
Sur le plan historique, il reste probable que ces étangs appartenaient aux Chartreux de la Sylve Bénite qui en détenaient quatorze au total, dont cinq fournissaient de gros poissons pour les périodes de Carême et les vendredis, les autres servant à l'empoissonnement. Les étangs du Thivoley furent ensuite asséchés. La remise en eau la plus importante date des années quarante, puis quatre autres ont été réalimentés entre 1974 et 1979. Le sixième a été créé en 1998.

Quelques vues des espaces naturels d'Oyeu
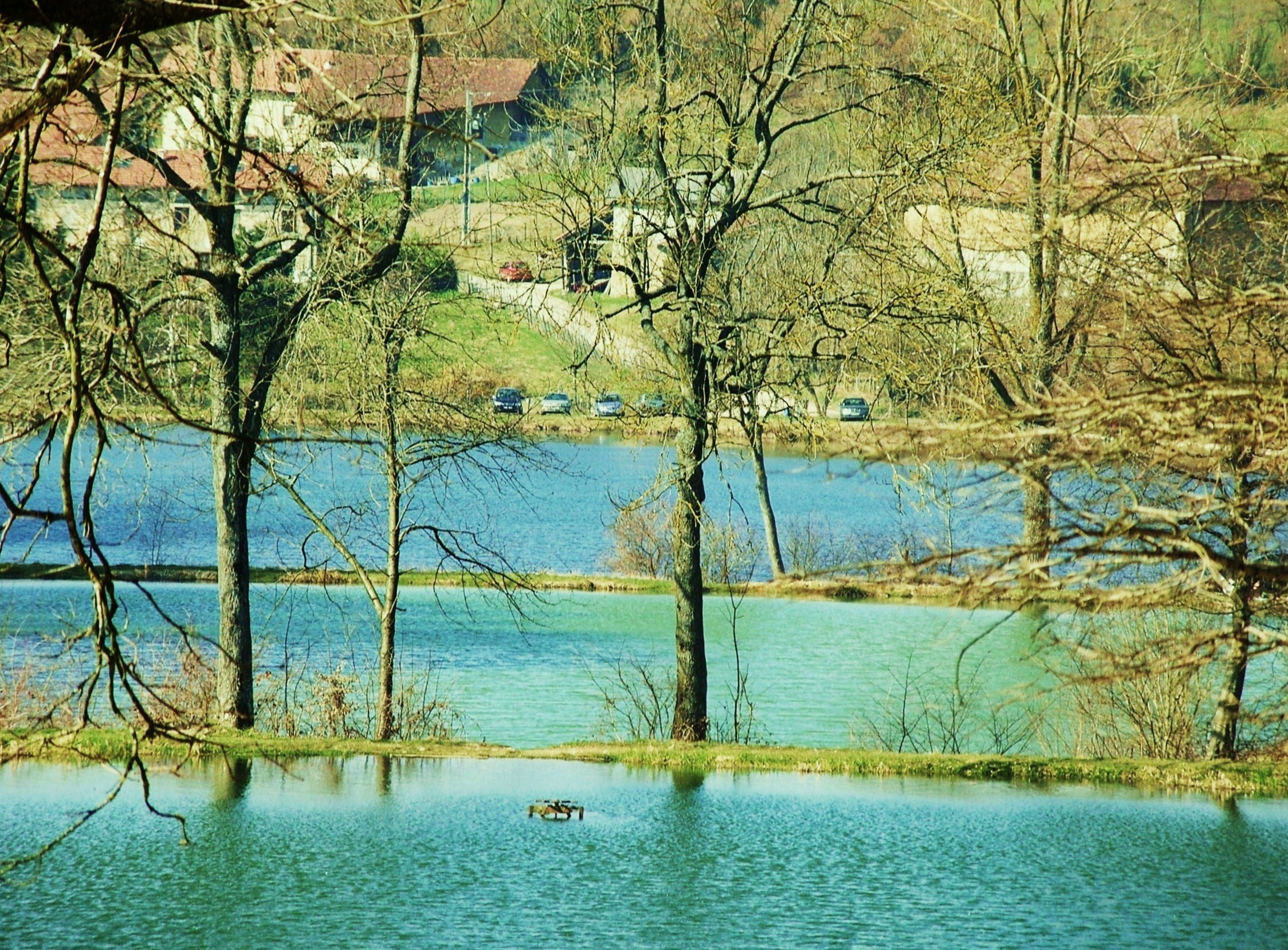
Les étangs du Thivoley.
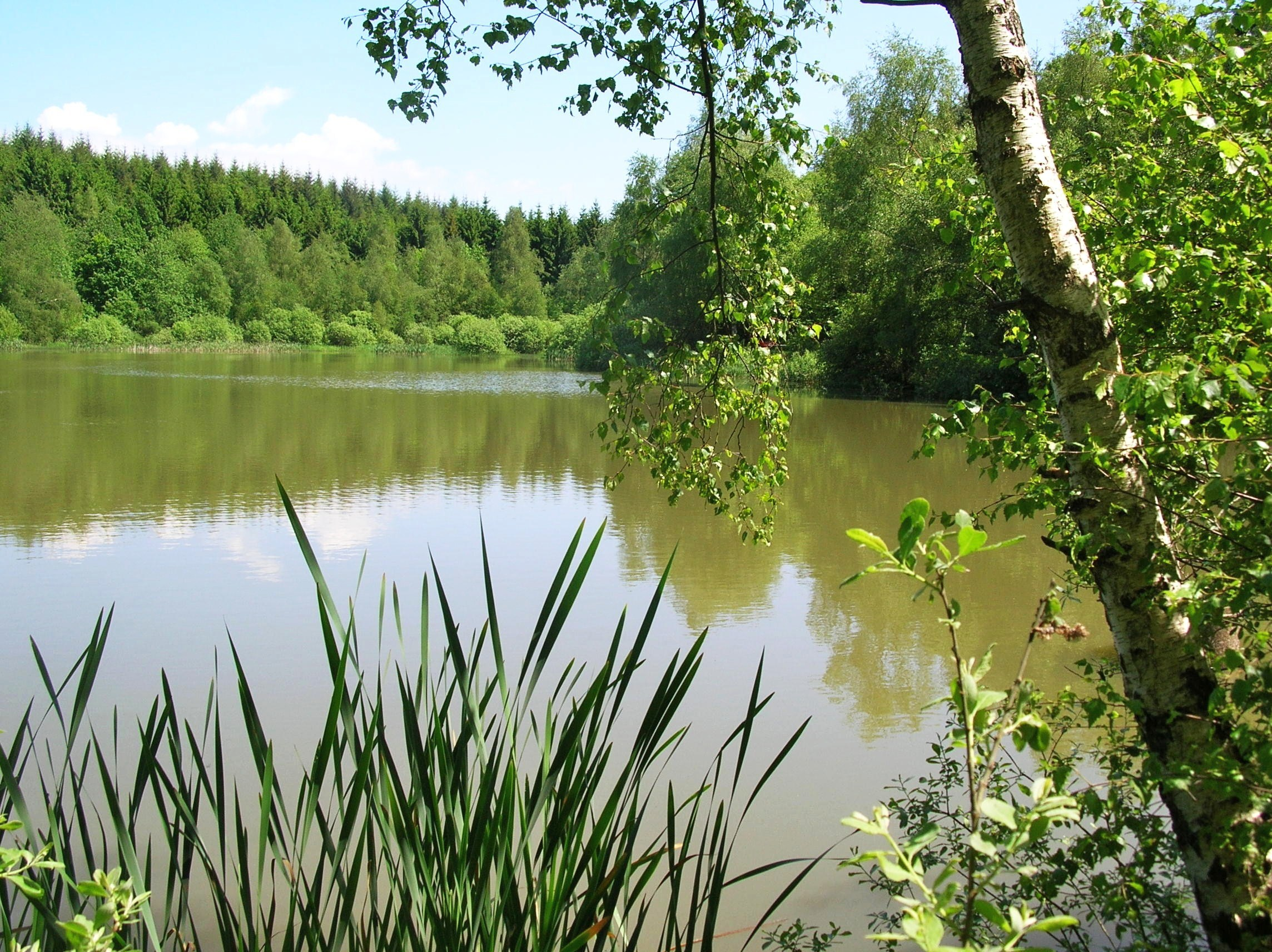
L'étang du Levatel.
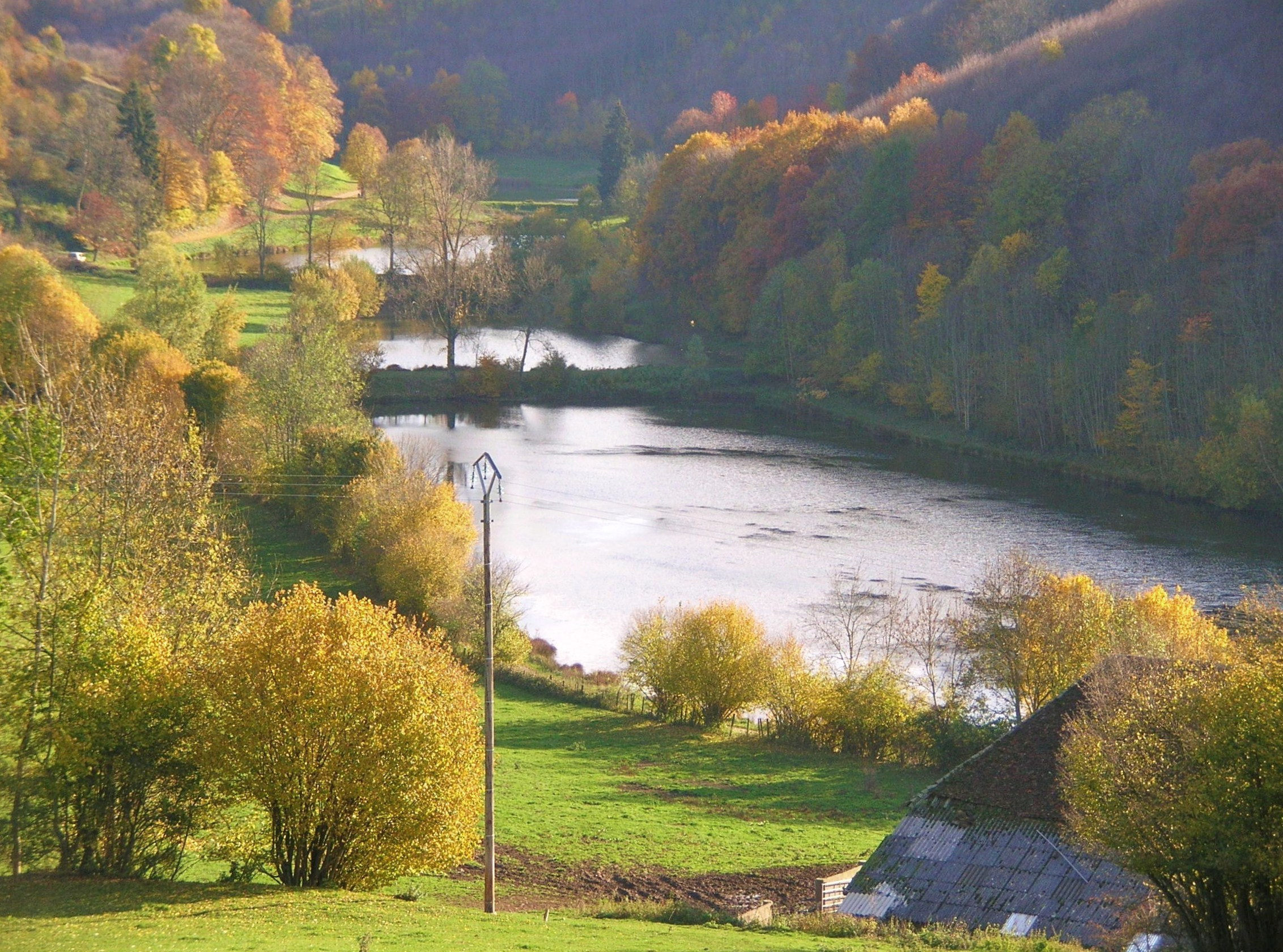
Les étangs du Thivoley en automne
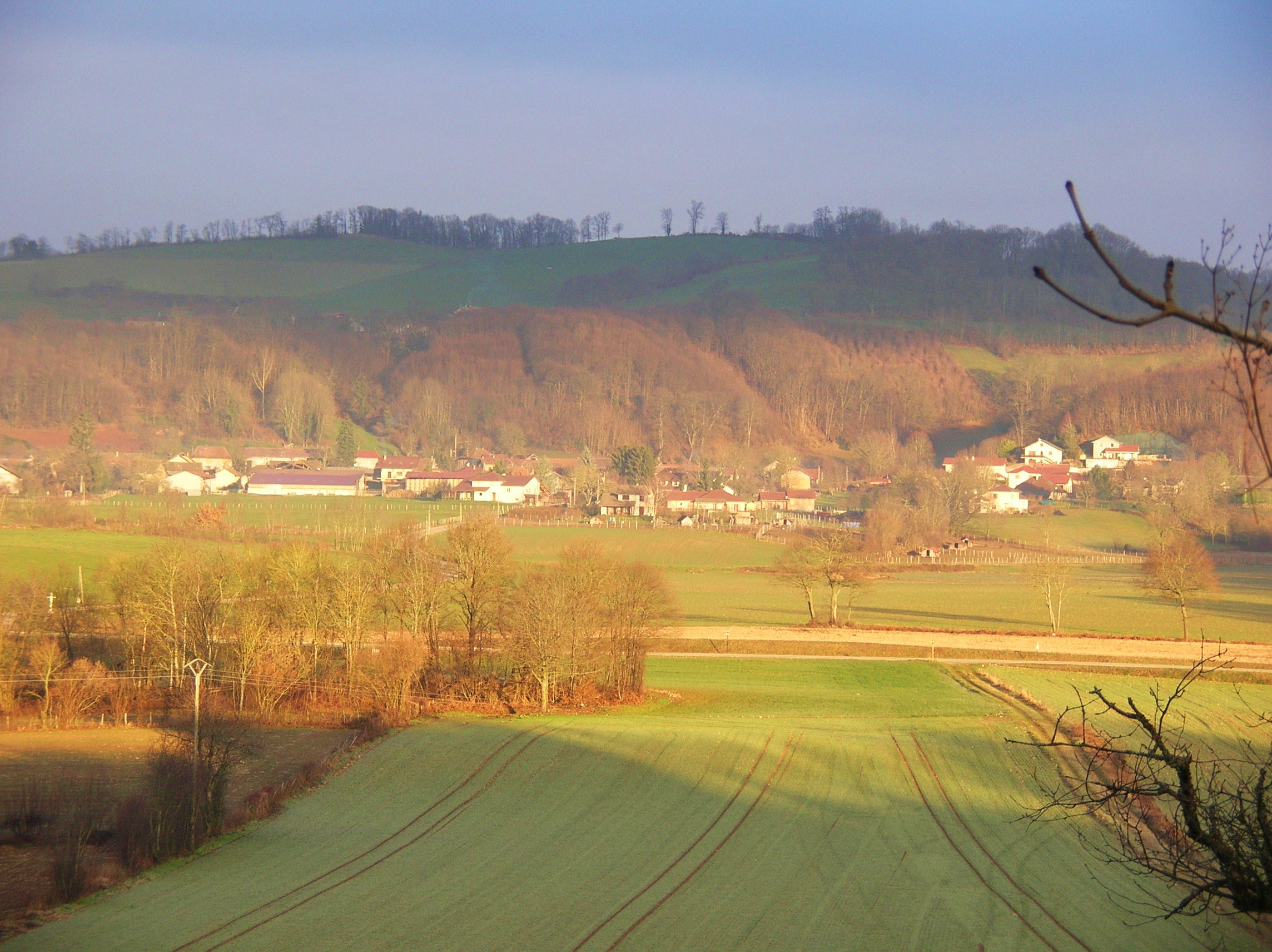
Le hameau de Blaune.
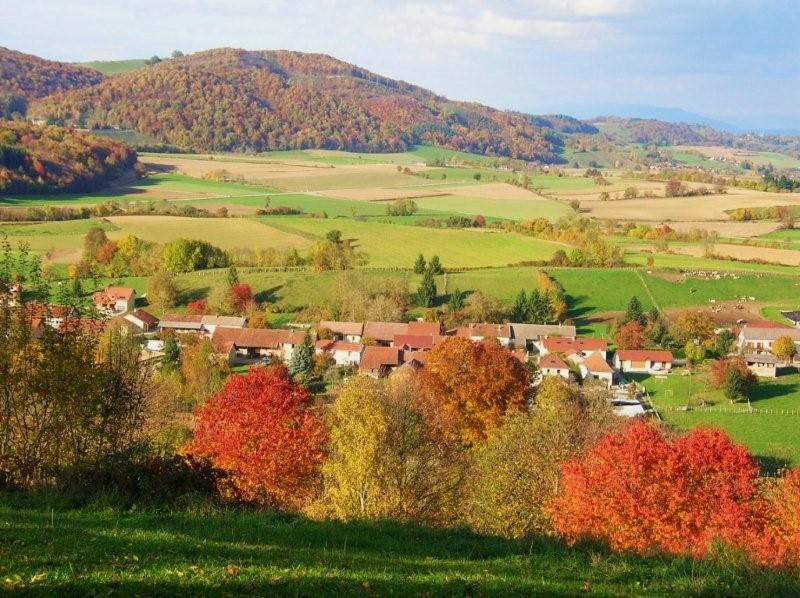
Le hameau du Bas Vernay

### Personnalités liées à la commune
- Jean Boyer (1923-2010), député puis sénateur de l'Isère, natif d'Oyeu
- Gaston Monmousseau (1883-1960), député communiste et directeur de La Vie ouvrière, était réfugié à Oyeu pendant la guerre

### Héraldique
| Blason de Oyeu | Blason  | Tiercé en pairle : au premier de gueules à l’épée et aux deux clefs d'argent passées en sautoir brochant, au second d’azur au monde d’or cerclé, cintré et croiseté de sinople, surmonté de sept étoiles aussi d’or ordonnées en arc, au troisième d’argent au mont de sinople sommé de trois croix latines de sable, celle du milieu plus grande |
| Blason de Oyeu | Détails | Le statut officiel du blason reste à déterminer. |

## Pour approfondir